# Бжостовский, Константин Бенедикт
Константи́н Бенеди́кт Бжосто́вский (ум. до 12 ноября 1722) — государственный деятель Великого княжества Литовского, писарь великий литовский (1705—1707, 1711—1715), каштелян мстиславский (1715—1722), староста мядельский.

## Биография
Представитель знатного шляхетского рода Бжостовских герба «Стремя». Старший сын Яна Владислава, референдария великого литовского, и Констанции Млечко. Внук Циприана Павла, воеводы трокского. Брат — писарь великий литовский Юзеф Бжостовский.
Должности: писарь великий литовский (1705—1707, 1711—1715), каштелян мстиславский (1715—1722), староста мядельский.
Был женат на Терезе Войно-Ясянецкой, с которой имел двух сыновей (Михаила и Адама) и дочь Антонину.